# Live '88
Live '88 es el segundo álbum en directo del grupo británico Supertramp, publicado por la compañía discográfica A&M Records en octubre de 1988. 
Grabado originalmente en cintas de dos pistas a partir del equipo de sonido para uso del propio Rick Davies, el álbum contó con la formación de Supertramp reducida a cuatro miembros y ampliada con músicos invitados como Mark Hart, miembro permanente del grupo desde la grabación de Some Things Never Change, quien tocó la guitarra y cantó las canciones de Roger Hodgson. En un principio, Live '88 no estaba destinado para un lanzamiento comercial, pero Davies se mostró contento con las grabaciones y autorizó a A&M para publicarlo.
El álbum incluyó canciones del repertorio tradicional de Supertramp, así como temas del trabajo más reciente del grupo, Free as a Bird, junto a dos versiones, "Hoochie Coochie Man" de Willie Dixon y "Don't You Lie to Me". El álbum también incluyó dos canciones de Hodgson interpretadas por Hart, lo cual vulneró un supuesto acuerdo verbal entre Davies y Hodgson según el cual el primero se quedaba con el nombre del grupo a cambio de que no utilizara las canciones del segundo.
Tras el lanzamiento de Live '88, la banda se tomó un largo descanso durante casi una década, antes de reunirse para grabar Some Things Never Change. 
Actualmente, Live '88 está descatalogado, y a diferencia de la mayor parte de la discografía de Supertramp, no fue remasterizado en 2002. Tampoco aparece representado en el recopilatorio Retrospectacle: The Supertramp Anthology de 2005.

## Lista de canciones
Todas las canciones escritas y compuestas por Rick Davies y Roger Hodgson excepto donde se anota. 
| N.º | Título                                  | Escritor(es)     | Duración |  |
| 1.  | «You Started Laughing»                  |                  | 1:47     |  |
| 2.  | «It's Alright»                          | Rick Davies      | 5:31     |  |
| 3.  | «Not the Moment»                        | Rick Davies      | 4:40     |  |
| 4.  | «Bloody Well Right»                     |                  | 6:20     |  |
| 5.  | «Breakfast in America» (Voz: Mark Hart) |                  | 2:52     |  |
| 6.  | «From Now On»                           |                  | 7:56     |  |
| 7.  | «Oh Darling»                            |                  | 3:45     |  |
| 8.  | «The Logical Song» (Voz: Mark Hart)     |                  | 4:07     |  |
| 9.  | «I'm Your Hoochie Coochie Man»          | Willie Dixon     | 4:32     |  |
| 10. | «Don't You Lie to Me»                   | Hudson Whittaker | 2:48     |  |
| 11. | «Crime of the Century»                  |                  | 6:42     |  |

## Personal
Supertramp
- Rick Davies: voz, teclados y armónica.
- John Helliwell: saxofón y coros.
- Bob Siebenberg: batería.
- Dougie Thomson: bajo.

Invitados
- Mark Hart: voz, guitarra y teclados.
- Marty Walsh: guitarra.
- Brad Cole: teclados y saxofón.
- Steve Reid: percusión.

## Posición en listas
| País     | Lista                | Posición |
| -------- | -------------------- | -------- |
| Alemania | Media Control Charts | 50       |